# チャーチ (バンド)
ザ・チャーチ（The Church）は、オーストラリアのオルタナティヴ・ロック・バンド。
1980年代半ばにはニュー・ウェイヴ、ネオ・サイケデリックな作風で人気を得た。1988年のスタジオ・アルバム『スターフィッシュ』及び、シングル曲「アンダー・ザ・ミルキー・ウェイ」（この曲で1989年度のオーストラリアン・ミュージック・アウォーズの年間ベスト・シングル賞を受賞）が全米チャートのトップ40に入り成功を収めたが、その後は商業的な成功から遠ざかり、1990年代に幾度かのメンバーチェンジを行って現在の布陣となった。日本での正規盤リリースは、1990年のアルバム『黄金の午後』以降途絶えており、輸入盤のみ彼らのCDを購入することが可能である。

## メンバー

### 現在のメンバー
- スティーヴ・キルビー (Steve Kilbey) - リード・ボーカル、ベース、キーボード、ギター (1980年– )
- ティム・ポウルス (Tim Powles) - ドラム、パーカッション、ボーカル、ギター (1994年– )
- イアン・ホーグ (Ian Haug) - ギター、ボーカル (2013年– )[1]
- ジェフリー・ケイン (Jeffrey Cain) - ギター、ベース、キーボード、バック・ボーカル (ツアー・メンバー 2017年–2019年、フル・メンバー 2020年– )
- アシュリー・ネイラー (Ashley Naylor) - ギター (2020年– )

### 旧メンバー
- ピーター・コップス (Peter Koppes) - ギター、キーボード、ボーカル (1980年–1992年、1997年–2019年)
- ニック・ウォード (Nick Ward) - ドラム、パーカッション、バック・ボーカル (1980年–1981年)
- マーティー・ウィルソン＝パイパー (Marty Willson-Piper) - ギター、ボーカル、ベース (1980年–2013年)
- リチャード・プルーグ (Richard Ploog) - ドラム、パーカッション (1981年–1990年)
- ジェイ・ディー・ドハーティ (Jay Dee Daugherty) - ドラム、パーカッション (1990年–1993年)

### 旧ツアー・メンバー
- クレイグ・ウィルソン (Craig Wilson) - ギター、ベース、キーボード、バック・ボーカル (2011年-2017年)

## ディスコグラフィ

### スタジオ・アルバム
- Of Skins and Heart (1981年) ※世界的には『The Church』として1982年に発表されている
- The Blurred Crusade (1982年)
- Seance (1983年)
- Heyday (1985年)
- 『スターフィッシュ』 - Starfish (1988年)
- 『黄金の午後』 - Gold Afternoon Fix (1990年)
- Priest=Aura (1992年)
- Sometime Anywhere (1994年)
- Magician Among the Spirits (1996年)
- Hologram of Baal (1998年)
- After Everything Now This (2002年)
- Forget Yourself (2003年)
- Jammed (2004年)
- Uninvited, Like the Clouds (2006年)
- Untitled#23 (2009年)
- Further/Deeper (2014年)
- Man Woman Life Death Infinity (2017年)
- In the Wake of the Zeitgeist (2020年) [2]